# Loris Bianchi
Loris Bianchi (Urbino, 1º agosto 2001) è un nuotatore sammarinese.

## Biografia
Nato nel 2001 a Urbino, tesserato per la Gens Acquatica, ha esordito a livello internazionale nel 2019 all'Universiade di Napoli, in Italia (36º in batteria con il tempo di 4'12"35 nei 400 m stile libero, 25º in batteria in 8'36"27 negli 800 m stile libero e 18º in batteria con il tempo di 16'21"00 nei 1500 m stile libero), e poi agli Europei in vasca corta di Glasgow, nel Regno Unito, fermandosi in batteria nei 100 m stile libero (75º in 53"24), 400 m stile libero (44º con il tempo di 4'03"41) e 1500 m stile libero (22º in 16'11"75). 
Nel 2021 ha preso parte agli Europei di Budapest, in Ungheria, uscendo in batteria nei 400 m stile libero (43º con il tempo di 4'03"69), 800 m stile libero (38º in 8'24"30) e 1500 m stile libero (23º con il tempo di 16'14"61). Nello stesso anno ha partecipato ai Mondiali in vasca corta di Abu Dhabi, negli Emirati Arabi Uniti, venendo eliminato in batteria nei 400 m stile libero (49º in 3'55"50) e nei 1500 m stile libero (25º con il tempo di 15'38"63).
L'anno successivo ha preso parte ai Mondiali di Budapest 2022, uscendo in batteria nei 400 m stile libero (38º in 4'04"57) e 800 m stile libero (27º con il tempo di 8'27"93). Nello stesso anno è stato anche di scena prima ai Giochi del Mediterraneo di Orano, in Algeria (14º in batteria in 1'54"94 nei 200 m stile libero, 10º in batteria con il tempo di 4'00"64 nei 400 m stile libero e 9º in batteria in 16'03"32 nei 1500 m stile libero) e poi di nuovo agli Europei, a Roma, in Italia, dove ha nuotato solo i 400 m stile libero, venendo eliminato in batteria da 31º con il tempo di 4'01"70.
Nel 2023 è tornato ai Mondiali, a Fukuoka, in Giappone, uscendo in batteria nei 200 m stile libero (45º in 1'53'10") e 400 m stile libero (38º con il tempo di 4'03"88). Agli Europei in vasca corta di Otopeni, in Romania, ha invece chiuso in batteria nei 200 m stile libero (22º in 1'48"91), 400 m stile libero (24º con il tempo di 3'48"52), 800 m stile libero (18º in 7'54"35) e 1500 m stile libero (12º con il tempo di 15'24"13).
Ai Mondiali di Doha 2024, in Qatar, è stato eliminato in batteria nei 400 m stile libero (38º in 3'58"47) e 800 m stile libero (37º con il tempo di 8'17"70). Agli Europei dello stesso anno a Belgrado, in Serbia, si è fermato in batteria nei 200 m stile libero (41º in 1'52"15), 400 m stile libero (12º con il tempo di 3'55"89) e 800 m stile libero (14º in 8'12"19).
Ad ancora 22 anni ha partecipato ai Giochi olimpici di Parigi 2024, accedendo tramite universality place, nei 400 m stile libero, dove ha chiuso 32º in batteria, eliminato con il tempo di 4'01"13. Insieme alla velocista Alessandra Gasparelli è stato portabandiera sammarinese nella cerimonia d'apertura.
Ai Giochi dei piccoli stati d'Europa ha ottenuto sette medaglie, tutte nello stile libero, conquistando un bronzo nei 1500 m a Budva 2019, in Montenegro, con il tempo di 16'21"76, dietro al lussemburghese Pit Brandenburger e al monegasco Adib Khalil, e quattro podi a La Valletta 2023, a Malta, in particolare un bronzo nei 200 m, dietro ai lussemburghesi Pit Brandenburger e Max Mannes, due argenti negli 800 m e 1500 m, entrambi dietro al monegasco Théo Druenne, e soprattutto l'oro nei 400 m davanti al lussemburghese Pit Brandenburger e al maltese Dylan Cachia. Nel 2025 conquista anche tre medaglie di bronzo ai Giochi di Andorra La Vella, nei 400 e negli 800 metri stile libero e nella 4x100 metri stile libero.
Detiene diversi record nazionali sammarinesi, tutti a stile libero, in particolare nei 200 m (1'52"15 del 2024), 400 m (3'55"89 del 2024) e 800 m (8'12"19 del 2024); in vasca corta, infine, ha i migliori tempi nei 200 m (1'48"91 del 2023), 400 m (3'48"52 del 2023), 800 m (7'54"35 del 2023) e 1500 m (15'24"62 del 2023), oltre che nella staffetta 4×100 m (3'36"08 del 2019 insieme a Giacomo Casadei, Andrea Gatti e Raffaele Tamagnini).

## Palmarès

### Giochi dei piccoli stati d'Europa
- 7 medaglie:
  - 1 oro (400 m sl a La Valletta 2023)
  - 2 argenti (800 m sl e 1500 m sl a La Valletta 2023)
  - 4 bronzi (1500 m sl a Budva 2019; 200 m sl a La Valletta 2023; 400 m sl, 800 m sl e 4x100 m sl a Andorra La Vella 2025)